# Курорт цвета хаки
«Курорт цвета хаки» — российский восьмисерийный фильм 2019 года, мелодрама с элементами детектива.
Премьерный показ состоялся 28 февраля 2021 года на Первом канале, спустя год канал повторил показ в августе 2022 года.

## Сюжет
Жизнь начальника пограничного отряда в небольшом курортном городке подполковника Алексея Стрельцова (Даниил Страхов) кажется безоблачной: у него любящая жена Вера (Светлана Антонова) и сын, его окружают хорошие сослуживцы и верные друзья, он готовится получить повышение до командира части, должность которую занимает его тесть собирающийся на пенсию, но внезапно оказывается, что должность достанется вовсе не ему — в часть приезжает новый начальник полковник Михаил Логинов (Александр Гришин) с женой Светланой (Анна Казючиц). Много лет назад Светлана сбежала от Стрельцова накануне свадьбы без объяснения причин, и старый роман заставляет его страдать. Стрельцов готов просить перевод в другую часть, но странная смерть бывшего начальника части, тестя Стрельцова, заставляет его остаться в гарнизоне. Стрельцов не верит в несчастный случай и начинает собственное расследование. Стараясь разобраться в происходящем, он попадает в запутанное дело и водоворот юношеской влюблённости.

## В ролях
- Даниил Страхов — Алексей Стрельцов
- Александр Гришин — Михаил Логинов
- Анна Казючиц — Светлана
- Светлана Антонова — Вера
- Максим Костромыкин — Вырин
- Александр Обласов — Максюта
- Дмитрий Богдан — Костомаров
- Марина Денисова — Галина
- Елена Полякова — Мила
- Максим Сапрыкин — Данила
- Софья Хилькова — Даша
- Артём Москалёв — Артём
- Михаил Хмуров — Мещеряков
- Ирина Чериченко — Морозова
- Олег Мазуров — Георгий
- Наталья Рожкова — Самойлова

## Съёмки
Съёмки в основном проходили продлились два с половиной месяца в Геленджике, который стал на экране приграничным городком, а также на натуре в Москве, на натуре и во Внуково.

## Фестивали
Телесериал номинировался на премию «Русский детектив» (2021) в категории «Лучший отечественный многосерийный фильм в жанре детектив», но уступил телесериалу «Спасская».